# La Estancia, Hidalgo
La Estancia är en ort i Mexiko.   Den ligger i kommunen Atotonilco el Grande och delstaten Hidalgo, i den sydöstra delen av landet, 110 km norr om huvudstaden Mexico City. La Estancia ligger 2 030 meter över havet och antalet invånare är 1 481.
Terrängen runt La Estancia är kuperad, och sluttar norrut. Runt La Estancia är det ganska glesbefolkat, med 27 invånare per kvadratkilometer. Närmaste större samhälle är Atotonilco el Grande, 2,6 km sydost om La Estancia. I omgivningarna runt La Estancia växer huvudsakligen savannskog.